# Chinesische Zaubernuss

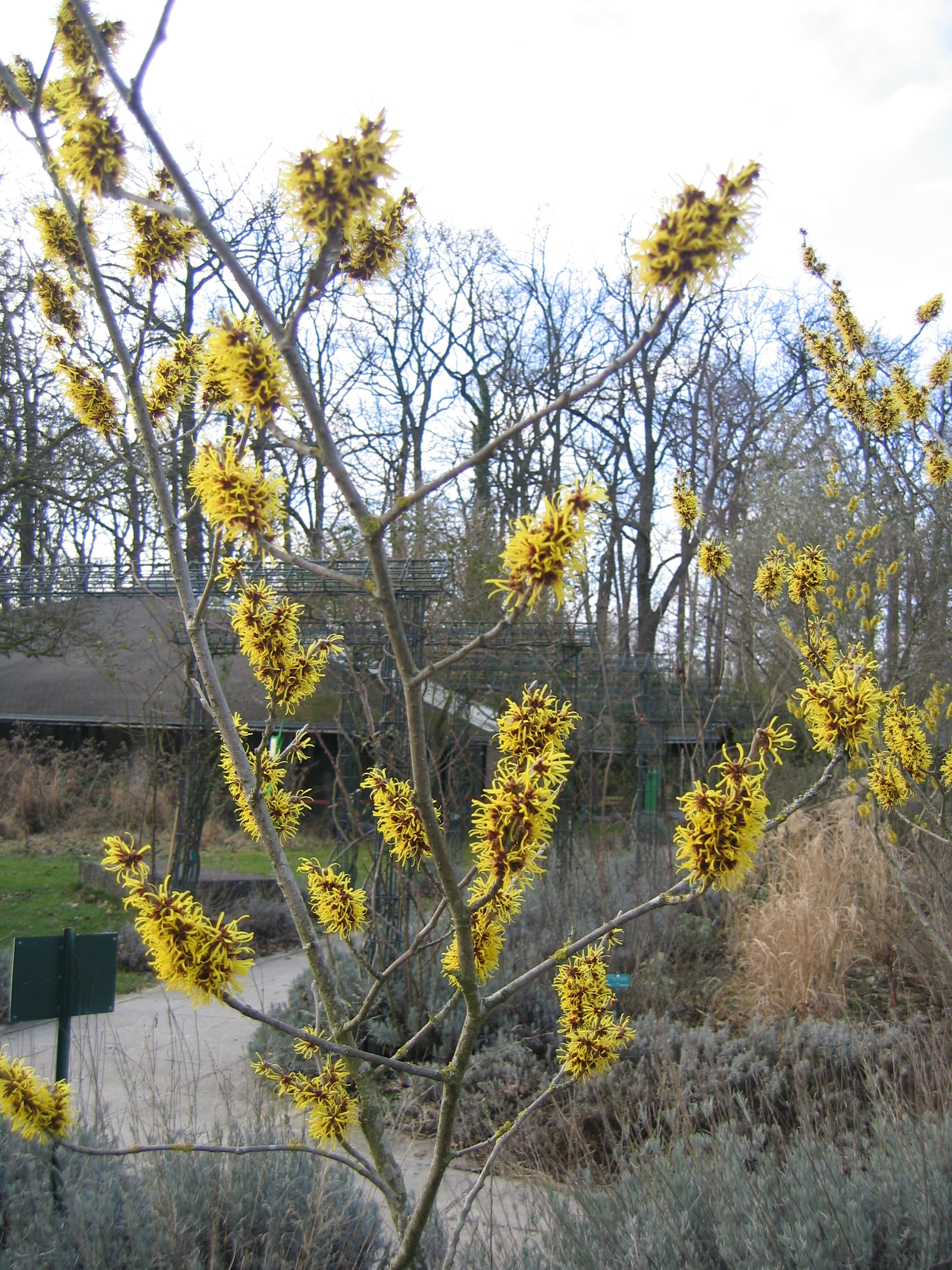
Zweig mit Blüten

Die Pflanzenart Chinesische Zaubernuss (Hamamelis mollis) gehört zur Gattung Zaubernuss (Hamamelis). Sie ist in China beheimatet.

## Beschreibung

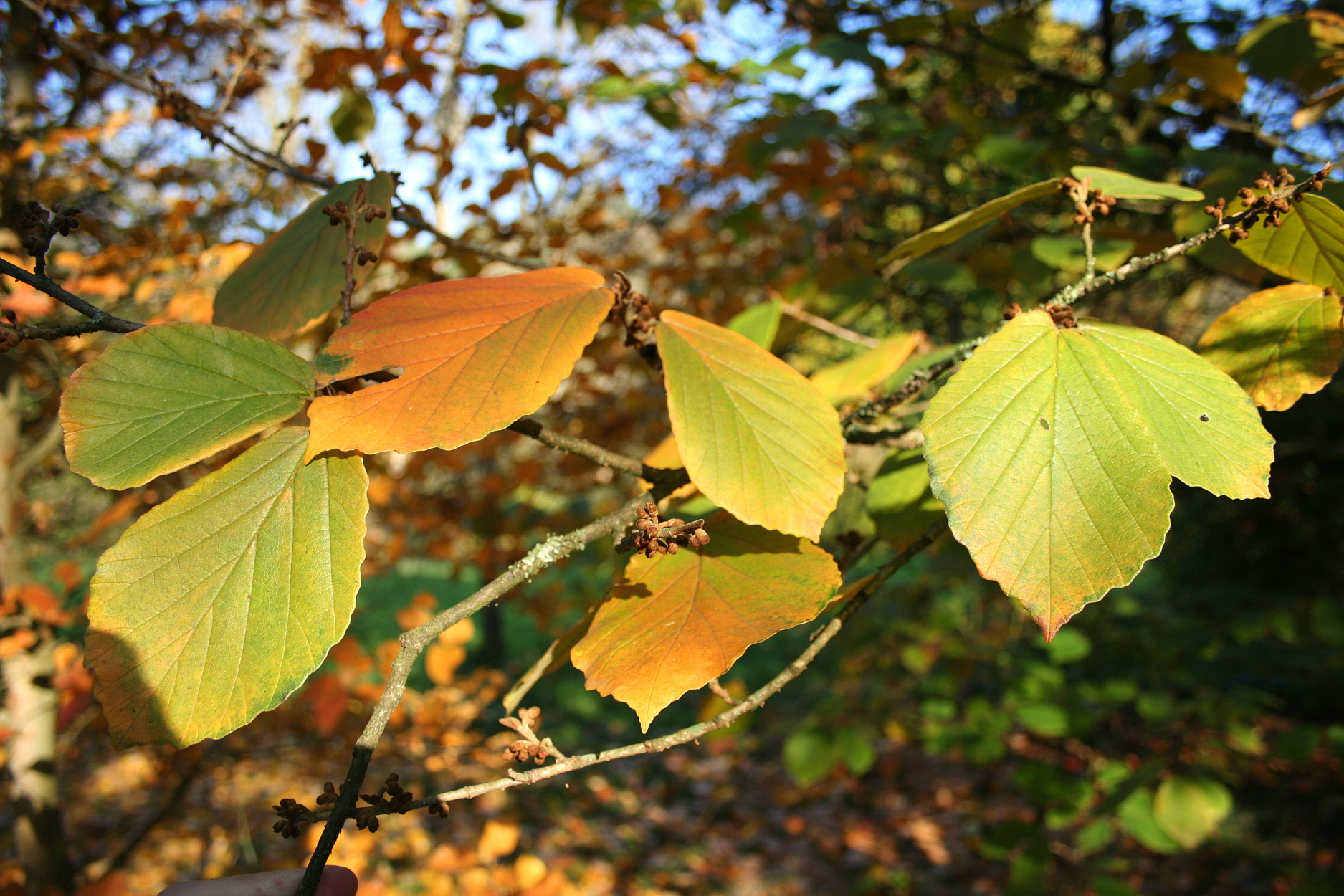
Zweig mit Laubblättern

### Erscheinungsbild und Laubblatt

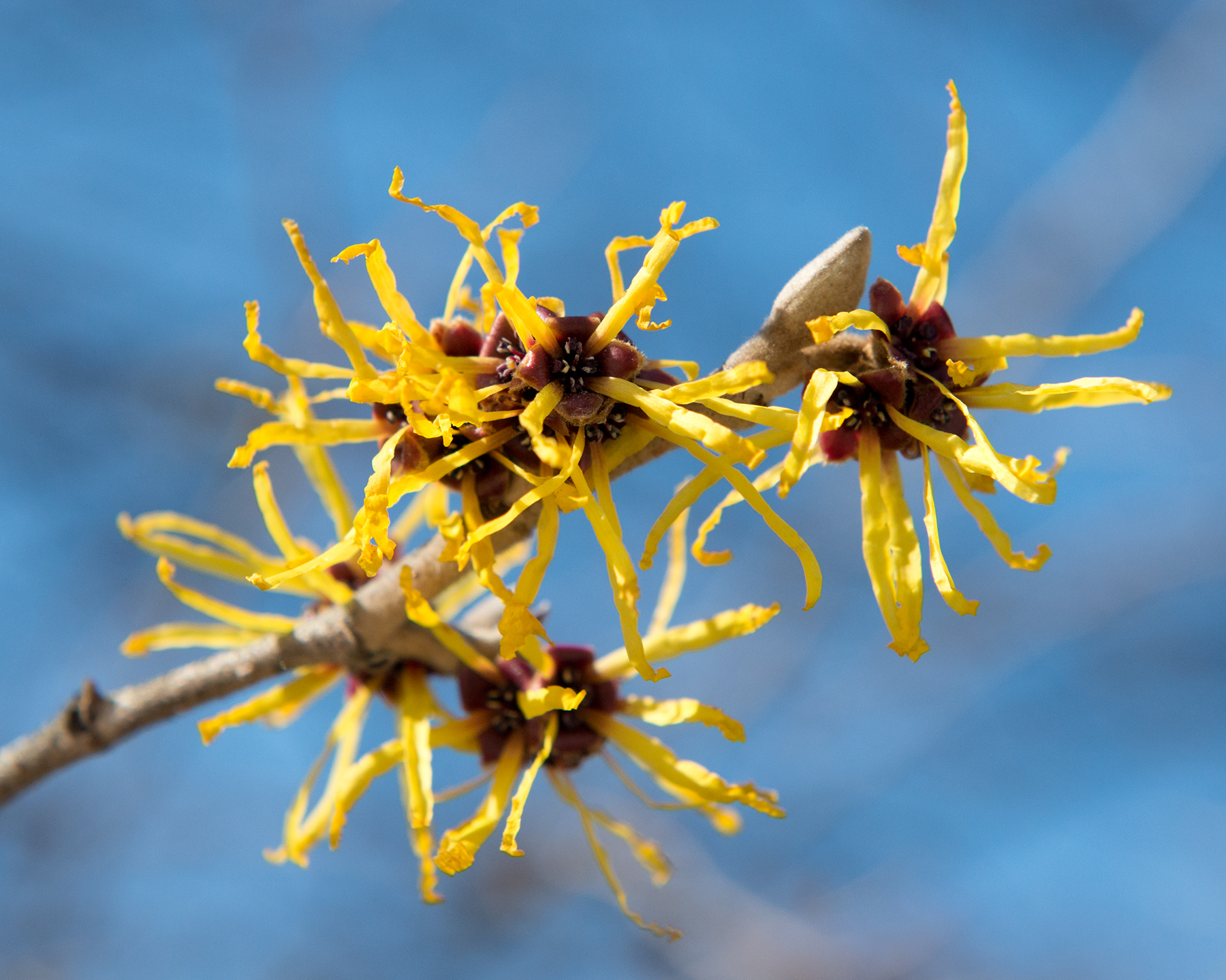
Blütenstand

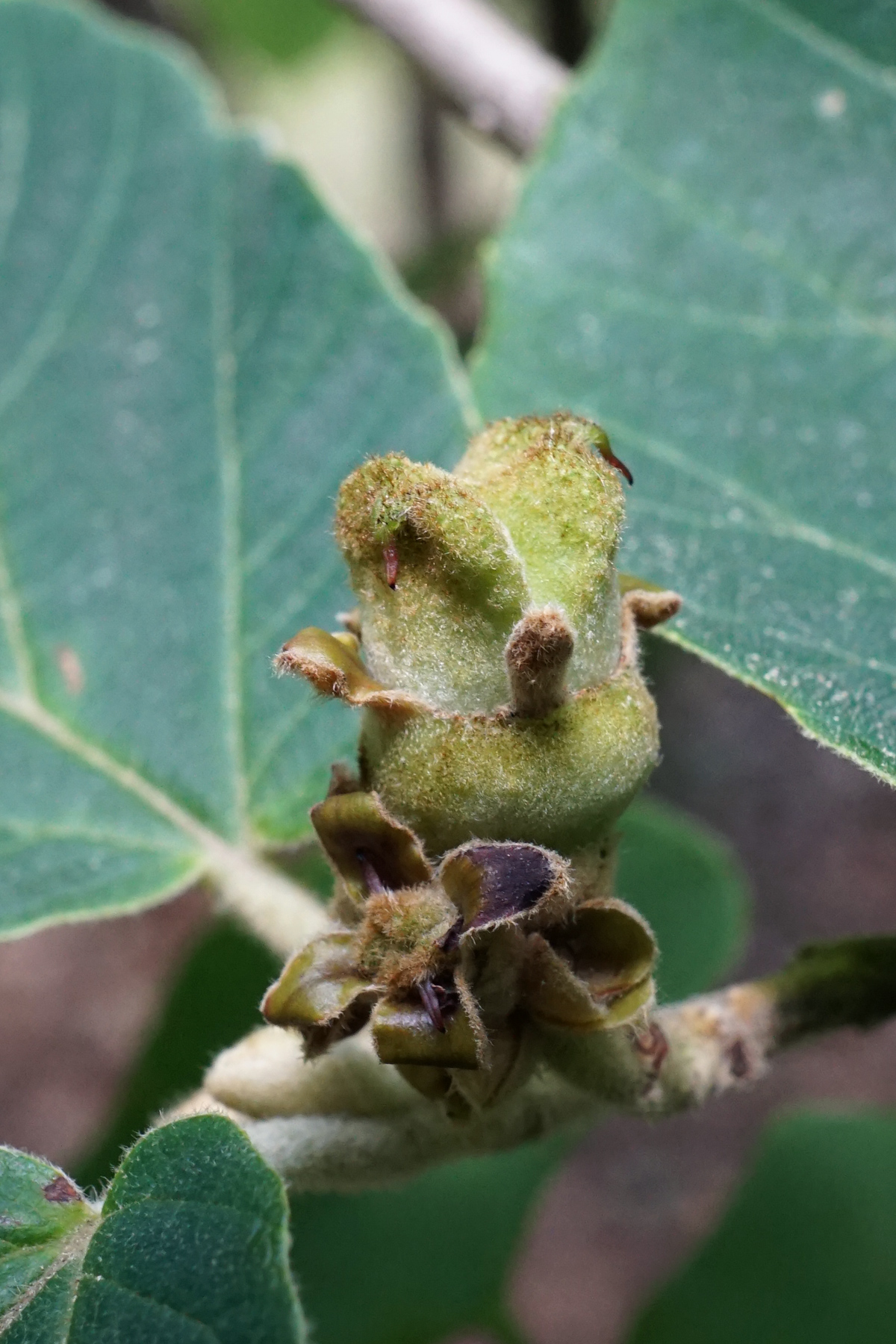
Junge Frucht

Die Chinesische Zaubernuss wächst als sommergrüner Strauch oder kleiner Baum und erreicht Wuchshöhen von bis zu 8 Meter. Sie bildet eine verkehrt-kegelige Krone aus wenig verzweigten, sparrig abstehenden Ästen. Die Rinde der jungen Zweige ist mit grauen Sternhaaren (Trichome) filzig behaart; sie werden erst später allmählich kahl. Die schmal-eiförmigen Winterknospen sind grau-gelblich filzig behaart.
Die wechselständigen Laubblätter sind in Blattstiel und -spreite gegliedert. Der kurze, filzig behaarte Blattstiel ist 6 bis 10 mm lang. Die einfache Blattspreite ist bei einer Länge von 8 bis 15 cm und einer Breite von 6 bis 10 cm verkehrt-eiförmig mit einem herzförmigen, etwas asymmetrischen Spreitengrund und einer spitzen bis stumpfen oder zugespitzten, bespitzten Spitze. Der Blattrand ist buchtig bis seichtbuchtig oder gekerbt bis gezähnt, manchmal gesägt. Die Blattoberseite ist spärlich mit Sternhaaren bedeckt und etwas rau. Die Unterseite ist dicht mit grauen Sternhaaren filzig bedeckt und fühlt sich weich an – daher das Artepitheton mollis für weich. Auf jeder Seite der Hauptader befinden sich sechs bis acht Seitenadern, die auf der Blattunterseite erhaben sind; die zwei basalen Seitenadern besitzen Blattadern dritter Ordnung.

### Blütenstand und Blüte
Zwei bis fünf Blüten stehen in köpfchenartigen Blütenständen, die sich an vorjährigen Zweigen oder am alten Holz auf einem aufrechten, mit einer Länge von etwa 5 mm kurzen Blütenstandsschaft entwickeln.
Die Blütezeit reicht in Mitteleuropa von Januar bis März, in ihrer Heimat in China aber von April bis Mai. Die 6 bis 8 Wochen lang haltbaren, bis −10 °C frostharten Blüten können sich in diesem Zeitraum viele Male ohne erkennbare Schädigung bei Frost hängen, beim Auftauen sich wieder straffen. Besonders abends entfalten sie zeitweise einen starken honigartigen Duft.
Die Blüten erscheinen zu dritt achselständig. Die leicht duftenden, zwittrigen Blüten sind vierzählig mit doppelter Blütenhülle. Es ist ein innen rot-brauner und außen behaarter Blütenbecher vorhanden. Die vier innen rötlichen und zurückgelegten Kelchblätter sind eiförmig mit einer Länge von 3 mm und bleiben nach der Blütezeit auch an der Frucht noch erhalten. Die vier gelben an der Basis rötlichen, bandförmigen Kronblätter sind etwa 15 mm lang und nur 1 bis 2 mm breit. In der Knospe sind sie eingerollt, aber zur Blütezeit ragen sie sternförmig aus der Blüte heraus und sind nur vorne leicht einwärts gebogen. Es sind vier kurze, fertile Staubblätter und vier kurze, sterile, gestutzte Staminodien als Nektarien vorhanden. Die Staubbeutel sind etwa gleich lang wie die etwa 2 mm langen Staubfäden. Auf dem filzig behaarten, mittelständigen, zweikammerigen Fruchtknoten sitzen zwei kurze, 1 bis 1,5 mm lange Griffel.

### Frucht und Samen
Die holzige und zweisamige Kapselfrucht im Blütenbecher ist eiförmig-kugelig mit einer Länge von etwa 1,2 cm und einer Breite von etwa 1 cm und dicht filzig mit gelb-braunen Sternhaaren bedeckt. Die Früchte reifen zwischen Juni und August. Die schwarzen, harten Samen sind etwa 8–9 mm groß und werden explosiv ausgeschleudert.

### Chromosomenzahl
Die Chromosomenzahl beträgt 2n = 24.

## Vorkommen
Die Chinesische Zaubernuss kommt in China in den Provinzen Anhui, Guangxi, Hubei, Hunan, Jiangxi, Sichuan und Zhejiang wild vor. Sie gedeiht im Dickicht und in Wäldern in Höhenlagen zwischen 300 und 800 Meter.

## Systematik und botanische Geschichte
Die Chinesische Zaubernuss wurde im Jahre 1879 von C. Maries, einem Pflanzensammler der Gärtnerfirma Veitch and Sons, Chelsea, in China entdeckt. Die Erstbeschreibung von Hamamelis mollis erfolgte 1888 durch Daniel Oliver in Hooker's Icones Plantarum, 18 (2), Tafel 1742. Ein Synonym von Hamamelis mollis Oliv. ist Hamamelis mollis var. oblongifolia M.B.Deng & K.Yao.

## Verwendung
Wegen der frühen Blütezeit noch vor den Schneeglöckchen wird die Chinesische Zaubernuss in den gemäßigten Breiten als Zierpflanze in Parks und Gärten verwendet. Die Chinesische Zaubernuss (Hamamelis mollis) bildet mit der Japanischen Zaubernuss (Hamamelis japonica) die Hybride Hamamelis ×intermedia, die auch als Zierpflanze verwendet wird.